# Kraaiennest (scheepsonderdeel)

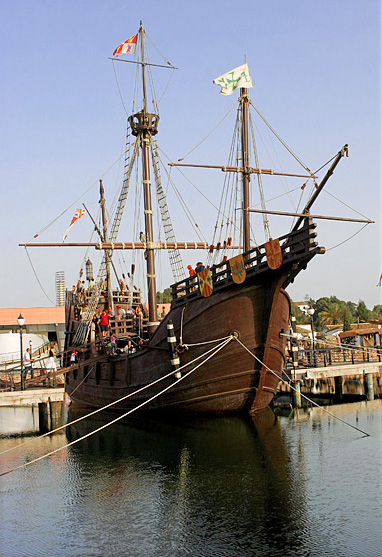
Replica van de Santa María, met kraaiennest in de mast.

Kraaiennest is de term die gebruikt wordt voor een platform in de mast van een schip.
De echte naam is mars. De naam kraaiennest kreeg het pas op de eerste volledig mechanische oorlogsschepen, waar de open gevechtsbrug onder de schoorsteen een plaats had, en de officieren zwarte uniformen gingen dragen vanwege de roetuitstoot. Bij zowel oude als nieuwe zeilschepen met een platform in de mast wordt de term mars niet meer gebruikt, omdat kraaiennest over de gehele wereld is ingeburgerd. Alleen bij de beschrijving van historische typen wordt de oude term gebruikt.

## Ontstaan
De eerste afbeeldingen van een mars komen voor in Europa in de 11e eeuw op typen als hulk en kogge.
Voor zover nu bekend is, waren zij niet eerder in gebruik in andere delen van de wereld.
Het eerste doel was als gevechtsplatform, voor een boogschutter of speerwerper (Mars is de god van de oorlog), het tweede als uitkijkplaats.
Later kreeg het een belangrijke rol in het gebruik voor de behandeling van de zeilen, als steunpunt voor het staandwant de verstaging van de stengen en voor de behandeling van het benodigde lopend touwwerk nodig voor het zeilen. Daardoor kreeg het een veel grotere omvang dan het in het begin gebruikte tonvormige mastaanhangsel en werd het de uitgebreide constructie bekend van latere eeuwen, waarbij het wel als gevechtsplatform bleef dienen.

## Andere betekenis
- Kraaiennest is ook de naam van een winkelcentrum en het naastgelegen metrostation in de Amsterdamse Bijlmermeer.
- Kraaiennest is de naam van het platform op de Euromast. Het is op de grond opgebouwd en daarna omhoog gehesen.
- Het Kraaiennest is ook een veelgebruikte naam voor kinderdagverblijven.